# Mitla Pass
Mitla Pass är ett bergspass i Egypten.   Det ligger i guvernementet Sina ash-Shamaliyya, i den nordöstra delen av landet, 160 km öster om huvudstaden Kairo. Mitla Pass ligger 413 meter över havet.
Terrängen runt Mitla Pass är platt åt nordväst, men åt sydost är den kuperad. Terrängen runt Mitla Pass sluttar brant västerut.  Trakten runt Mitla Pass är nära nog obefolkad, med mindre än två invånare per kvadratkilometer. Det finns inga samhällen i närheten. Trakten runt Mitla Pass är ofruktbar med lite eller ingen växtlighet.